# Нефта
Нефта или Нафта (араб. نفطة‎) — город и оазис в Тунисе, в вилайете Таузар. Расположен недалеко от границы с Алжиром и к северу от солончака Шотт-эль-Джерид. Население — 20 308 человек (перепись 2004 года).

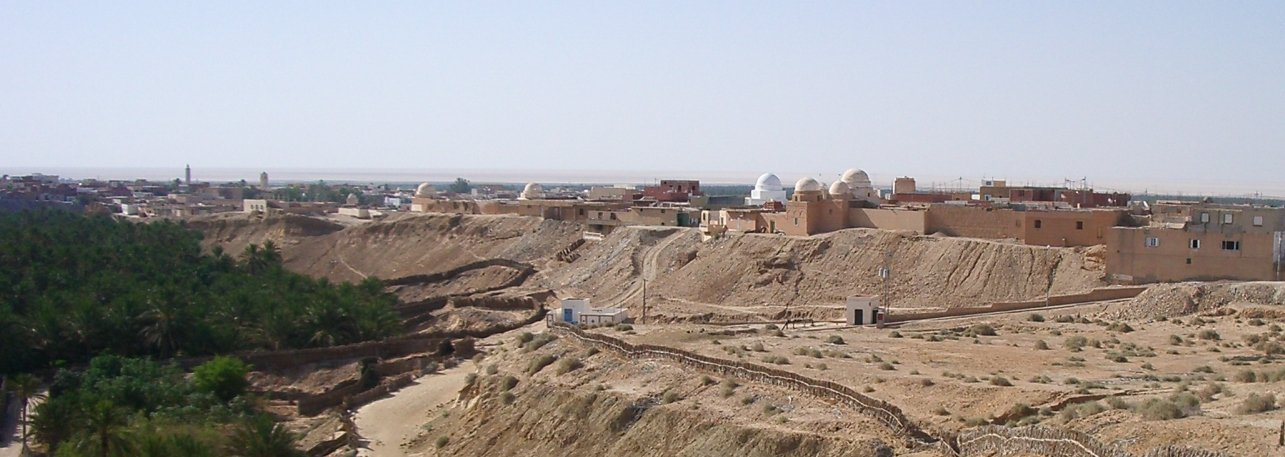
Панорама Нефты

Исповедующие суфизм считают Нефту духовной родиной. Город является религиозным центром и объектом паломничества. В апреле и ноябре/декабре здесь проходят народные фестивали.
В 1976 году в окрестностях Нефты проходили съемки некоторых сцен фильма «Звёздные войны».